# Queen (album)
Queen je debitantski studijski album britanskog rock sastava Queen. Album je 13. srpnja 1973. godine objavila diskografska kuća EMI. Sniman je u studijima "De Lane Lea" i "Trident" u kojemu su u ono vrijeme snimali poznati glazbenici poput The Rolling Stonesa, Eltona Johna i Davida Bowiea. Budući da je "Queen" tada bio relativno nepoznat sastav morali su satima čekati da studio bude prazan kako bi mogli snimiti vlastite pjesme. Album je uglavnom sniman noću što mu daje svojevrstan ugođaj i što se osjeti na njemu. Album je presjek najboljih pjesama koje je sastav izvodio u prve dvije godine svog postojanja i više je kolekcija skladbi nego trenutak inspiracije poput kasnijih izdanja. 6. srpnja 1973. izdan je singl Keep Yourself Alive koji se nije uspio plasirati na top ljestvice i koji je bio tek manji hit u Japanu. Album je izdan 13. srpnja 1973. godine i proveo je 28 tjedana na top ljestvici albuma te dospio na 24.mjesto.
"Queen" su se predstavili svojim prvijencem kao višeslojan i slojevit sastav, podjednako glazbenički i tekstualno. Album je donio spoj ranog heavy metala i hard rocka s artističkim pristupom tada dominantnog glam rocka, te elemente progresivnog i folk rocka s višeglasnim vokalnim melodijama i produkcijski posloženim zvukom koji su postali karakteristični za sastav. Isto tako prvijenac je predstavio izvrstan vokal pjevača Freddija Mercuryja i gitarističko umijeće Briana Maya, te solidnu ritam sekciju basista Johna Deacona i bubnjara Rogera Taylora. Za singlove s albuma "Keep Yourself Alive" i "Liar" (izdan samo u SAD-u) su snimljeni promotivni filmovi koji su bili među prvim ikad napravljenim spotovima u povijesti moderne glazbe.
 Album je sadržavao čuvenu krilaticu "No synthesizers" čime su se "Queen" htjeli jasno ograditi od tada sveopće prihvaćenog instrumenta u rock glazbi i time još više naglasiti vlastitu virtuoznost. Smatra se jednim od najpodcijenjenijih prvijenaca hard rock žanra i jednim od najutjecajnijih albuma heavy metala. Internetski portal "DigitalDreamDoor.com" ga je uvrstio među 100 najboljih gitarističkih albuma rocka, te među 100 najboljih debitantskih albuma.

### Popis pjesama
1. "Keep Yourself Alive" (May) - 3:48
2. "Doing All Right" (Staffel - May) - 4:09
3. "Great King Rat" (Mercury) - 5:41
4. "My Fairy King" (Mercury) - 4:08
5. "Liar" (Mercury) - 6:26
6. "The Night Comes Down" (May) - 4:23
7. "Modern Times Rock And Roll" (Taylor) - 1:18
8. "Son And Daughter" (May) - 3:21
9. "Jesus" (Mercury) - 3:44
10. "Seven Seas of Rhye" (Mercury) - 1:15

### Keep Yourself Alive
Gitarist Brian May  je ovu uvodnu hard rock pjesmu napisao prije nego što se sastavu pridružio basist John Deacon. Pjesma je prvi i jedini singl sastava koji se nije uspio plasirati na top ljestvice, ali unatoč tome postala je prvi "klasik" sastava kojeg su redovito izvodili na svim koncertima u svojih prvih deset godina postojanja i jedna je od njihovih najžeščih i najpoznatijih skladbi. Stihovi skladbe govore o iskustvima, problemima i životu mladih sastava na putu prema slavi i komercijalnom proboju. 1997. godine objavljena je na kompilaciji Queen Rocks, a koncertna verzija pjesme se može naći na albumima At the Beeb, Live Killers i Queen Rock Montreal. Pjesmu je obradio Yngwie Malmsteen na albumu "Dragon Attack: A Tribute To Queen" i izdao je kao singl, dok britanski heavy metal sastav Iron Maiden redovito svira njezin poznati gitaristički riff tijekom izvođenja svog standarda "Sanctuary" kao posvetu skladbi. Pjesma je uvrštena i na kompilaciji "Harley-Davidson Cycles: Road Songs Vol. 2", a 2008. godine ju je "Rolling Stone" stavio na broj 31 od 100 najboljih gitarističkih pjesama. Solo na bubnjevima Rogera Taylora u sredini pjesme se smatra njegovom najboljom odsviranom bubnjarskom dionicom u diskografiji sastava.

### Doing All Right
Pjesma sastava "Smile", od kojega je nastao Queen. To je prva pjesma koju je Mercury uz pijano  otpjevao uživo. Prije njega pjevao ju je Tim Staffel, basist i pjevač spomenutog sastava. Mercury se trudio otpjevati pjesmu na sličan način, mijenjajući tijekom skladbe način pjevanja i raspon vokala, što je postalo kasnije njegov trademark. Pjesma je preteča Queenovih melodičnih balada kojima dominira klavir i kombinira lagane dijelove s furioznim hard rock dionicama.

### Great King Rat
Jedna od žeščih i progresivnijih pjesama na albumu koja je tipičan primjer ranog zvuka sastava s dužim solima i čestim promjenama ritma. Bila je koncertni favorit na prvim turnejama sastava gdje je bila jedna od boljih pjesama koje su izvodili u svojim ranim danima. Smatra se jednom od najboljih bubnjarskih izvedbi Rogera Taylora. Živa verzija pjesme se može naći na albumu At the Beeb s puno žešćim i konkretnijim bubnjevima. Neki dijelovi gitarističkih sola su upotrebljeni kasnije na poznatijoj pjesmi "Stone Cold Crazy" koja je objavljena 1974. godine na albumu Sheer Heart Attack.

### My Fairy King
Na ovoj art rock pjesmi se prvi put Mercury pojavljuje kao pijanist. Dio stihova skladbe poput "Mother Mercury, look what they've done to me" su inspirirali pjevača da promjeni svoje prezime "Bulsara" u Mercury što je i napravio 1970. godine. Ovo je bila prva skladba koju je Mercury napisao o svojem svijetu fantazije kojega je nazvao "Rhye" i po formi i strukturi smatra se jednom od prvih preteča Bohemian Rhapsody. Dio stihova pjesme je Mercury uzeo iz djela Roberta Browninga "The Pied Piper Of Hamelin". Ovo je prva i uvodna pjesma na albumu At the Beeb.

### Liar
Mercury je pjesmu napisao 1970. godine, prije nego što se sastavu pridružio basist John Deacon. U veljači 1974. godine je objavljena kao drugi singl sastava u SAD-u ali se nije plasirala na top liste. Uz "Keep Yourself Alive" najpoznatija skladba albuma koja je postala koncertni standard i jedan od najimpresivnijih trenutaka njihovih nastupa. Uživo je obično trajala preko osam minuta i redovito su je izvodili kao zadnju pjesmu prije izlaska na bis tijekom sedamdesetih. Smatra se jednom od najboljih skladbi iz ranih dana sastava. Glazbeno, skladba je heavy metal broj s progresivnom rock strukturom, a znamenitosti pjesme uključuju gitarski riff na tragu Jimi Hendrixa, bubnjarski intro solo i solo dionica na bas-gitari prije furioznog kraja. Ovo je također bila jedna od rijetkih Queenovih skladbi na kojoj su koristili Hammond organ klavijature i na kojoj basist John Deacon pjeva prateće vokale. Stihovi pjesme su nadahnuti kratkom pričom iz Germanske mitologije i osobnim životnim iskustvima njenog autora, koje tematski vješto kombinira u jednu cjelinu.  

### The Night Comes Down
May je pjesmu napisao 1970. godine. Snimljena je u rujnu 1971. godine na demosnimci kojom je sastav tražio svoj prvi angažman i ugovor, te je jedina skladba na albumu koja se našla nepromijenjena s te snimke. Ovo je prva poluakustična melankolična balada Brian Maya s jakim folk rock utjecajem kakve su postale karakteristične za gitaristu Queena.

### Modern Times Rock And Roll
Prva pjesma koju je napisao i otpjevao bubnjar sastava Roger Taylor sa za njega tipičnom buntovnom mladenačkom tematikom. Najbrža i najžešća pjesma na albumu koja govori o heavy rocku i pratećim stereotipima.

### Son And Daughter
Hard rock pjesma Maya koju je napisao 1972. godine. Objavljena je na "B" strani singla "Keep Yourself Alive". Pjesma je bila koncertni favorit na prve dvije turneje sastava i služila je za gitaristički solo Brian Maya. Živa verzija pjesme sa spomenutim solom nalazi se na albumu At the Beeb. Kasnije je odbačena dok je solo na gitari produžen i modificiran, te je postao dio pjesme "Brighton Rock" i Mayov trademark desetominutni solo kojega je izvodio tijekom cijele svoje karijere. "Son And Daughter" je primjer najranijeg Queenovog zvuka s izrazito blues riffom i bila je pjesma koju su na audiciji za njihovog basistu morali proći prijavljeni kandidati.

### Jesus
Progresivna rock pjesma čije riječi kazuju dio priče o Isusu iz Nazareta. Zanimljivost je što je autor pjesme Mercury bio sljedbenik Zoroastrizma. Pjesma sadrži i izrazito psihodelične tonove koje je gitarist Brian May proizveo dosnimavajući melodije sa svoje gitare koji zvuče poput sintisajzera.

### Seven Seas Of Rhye
Kratki instrumental na kraju albuma s poznatim klavirskim uvodom koji će postati puna pjesma s tekstom na sljedećem albumu Queen II. Za vrijeme snimanja ovog albuma pjesma je bila tek napola dovršena.